# Азра Полумента
Азра Полумента - Идризовић је црногорска фолк певачица и рођена сестра Шака Полументе. Њен братанац је такође певач Дадо Полумента. Пореклом је из Бијелог Поља.

## Дискографија

### Албуми
- Азра Полумента (2006, Голд мјузик)
- Не бришу ни крв ни кише (2007, ВИП Продакшн)

### Синглови
- Фобија (2007) дует са Дадом Полументом
- Црни свати (2007)
- Прича о теби (2012) дует са Шаком Полумента[2]
- Бијели лабуд (2012)[3]